# Mike Jordan
Michael „Mike” Jordan (ur. 17 lutego 1958 w Sutton Coldfield) – brytyjski kierowca wyścigowy.

## Kariera
Jordan rozpoczął karierę w międzynarodowych wyścigach samochodowych w 1989 roku od startów w British Touring Car Championship, gdzie dwukrotnie stawał na podium. Z dorobkiem piętnastu punktów uplasował się na 22 pozycji w klasyfikacji generalnej. W późniejszych latach Brytyjczyk pojawiał się także w stawce Eurocar V8 Championship, TVR Tuscan Challenge, British GT Championship, FIA GT Championship, 24-godzinnego wyścigu Le Mans, Le Mans Endurance Series, 24 Hours of Spa oraz Blancpain Endurance Series.